# Rogaland (Schiff, 1929)
Die Rogaland ist ein denkmalgeschütztes norwegisches Passagierschiff.

## Geschichte

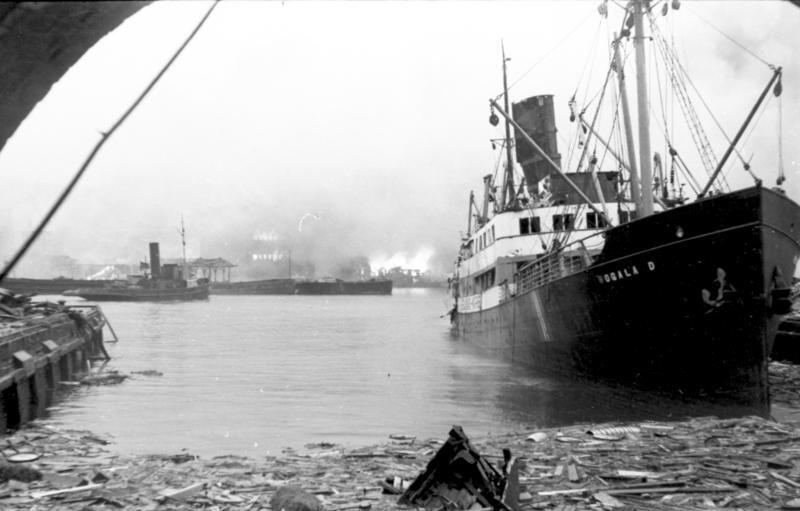
Die Rogaland am 20. April 1944, kurz nach der Explosion der Voorbode, im Hintergrund brennende Teile Bergens, im Vordergrund Trümmerteile

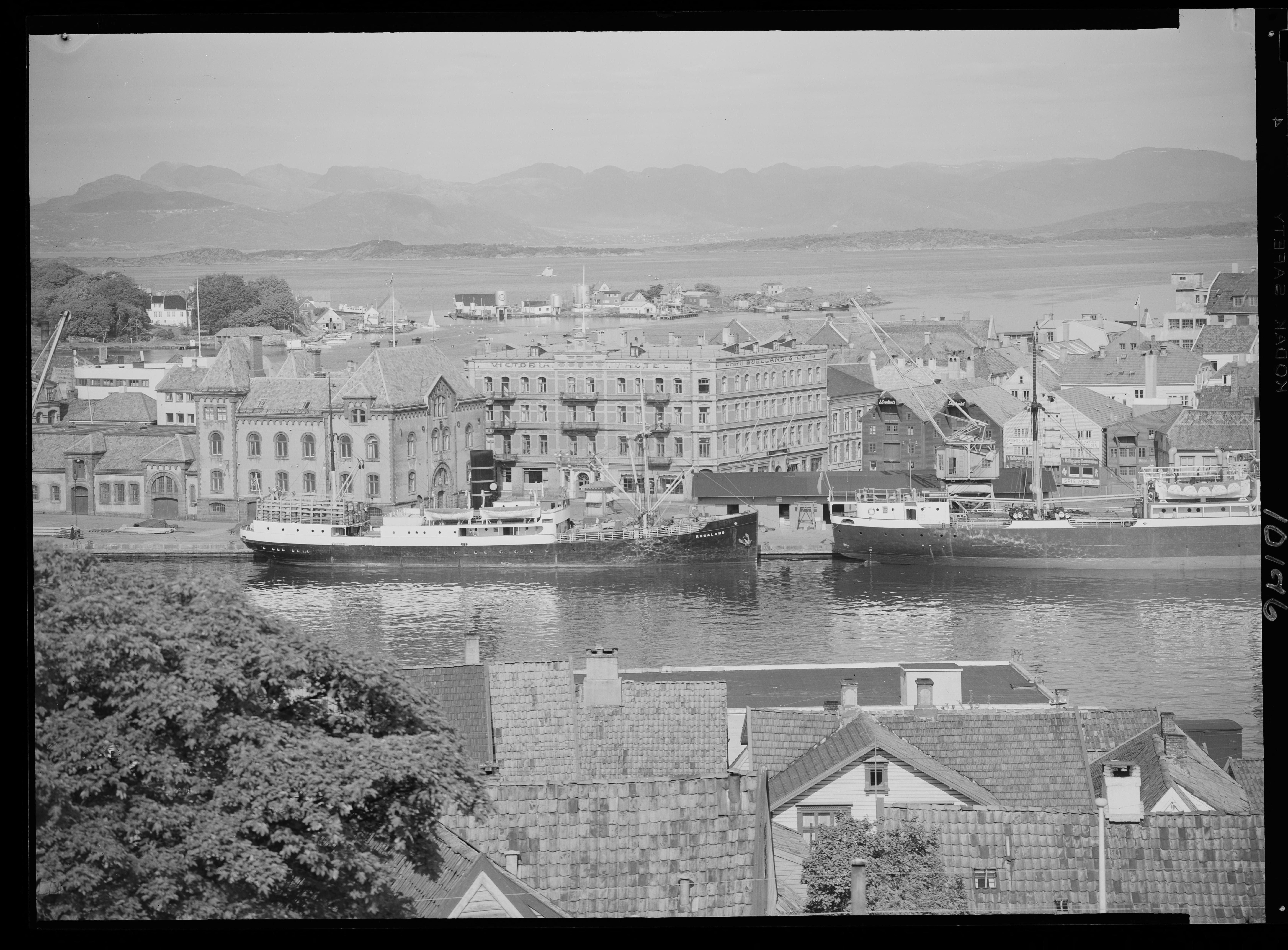
Die Rogaland (links) vor Tollboden und dem Hotel Victoria, 1951

Das nach der norwegischen Provinz Rogaland benannte Schiff wurde im September 1929 von der Werft „Stavanger Støberi & Dok“ in Stavanger für die Schifffahrtsgesellschaft „Det Stavangerske Dampskipsselskap“ fertiggestellt. Es ist 57 Meter lang und 10 Meter breit. Mit dem Schwesterschiff Kronprinsesse Mårtha war es das erste nach dem Ersten Weltkrieg für die Schifffahrtsverbindung von Oslo nach Bergen neu gebaute Passagierschiff. Das für die damalige Zeit moderne Schiff mit einer vierzylindrigen, in „Nylands Verksted“ in Oslo hergestellten Lentz-Maschine erreichte eine Geschwindigkeit von 13,5 Knoten.
Am 20. April 1944 lag die Rogaland im Hafen von Bergen in der Nähe des mit Sprengstoff beladenen Schiffs Voorbode. Dieses explodierte und verursachte in Bergen erhebliche Schäden. Auch die Rogaland wurde schwer beschädigt. Die Druckwelle hatte die Aufbauten beschädigt, und durch die ausgelösten Flutwellen wurde das Schiff an mehreren Stellen undicht. Es sank am Kai mit einer Neigung von 42° auf seine Steuerbordseite. Das weibliche Mannschaftsmitglied Sofie S. Olsen kam dabei ums Leben. Die Rogaland war in der Nacht zuvor angekommen und sollte gerade entladen werden. Auch fünf der zum Entladen eingesetzten Arbeiter starben. Mehrere Mannschaftsmitglieder, darunter der Kapitän, wurden verletzt. Aufgrund des dringenden Bedarfs an Schiffskapazitäten wurde sie jedoch gehoben und bei „Mjellem & Karlsen“ in Bergen wieder schwimmfähig gemacht.
Sie wurde nach Breivik auf Randøy in Rogaland geschleppt, nach dem Krieg repariert und mit einem 1800 PS leistenden 16-Zylinder-Dieselmotor, Typ General Motor Cleveland, Baujahr 1943, ausgerüstet. Von 1949 bis 1957 zwischen Oslo und Bergen eingesetzt, verkehrte sie danach bis 1964 als Frachtschiff zwischen Stavanger und Oslo. Zunächst 1964 in Tungenes umbenannt, wurde sie 1965 an die Firma „Nika AS“ in Sandefjord verkauft, in Teilen umgebaut und unter dem Namen Stauper als Schiff zur Durchführung von Sandstrahlarbeiten in norwegischen Werften genutzt.

## Denkmal

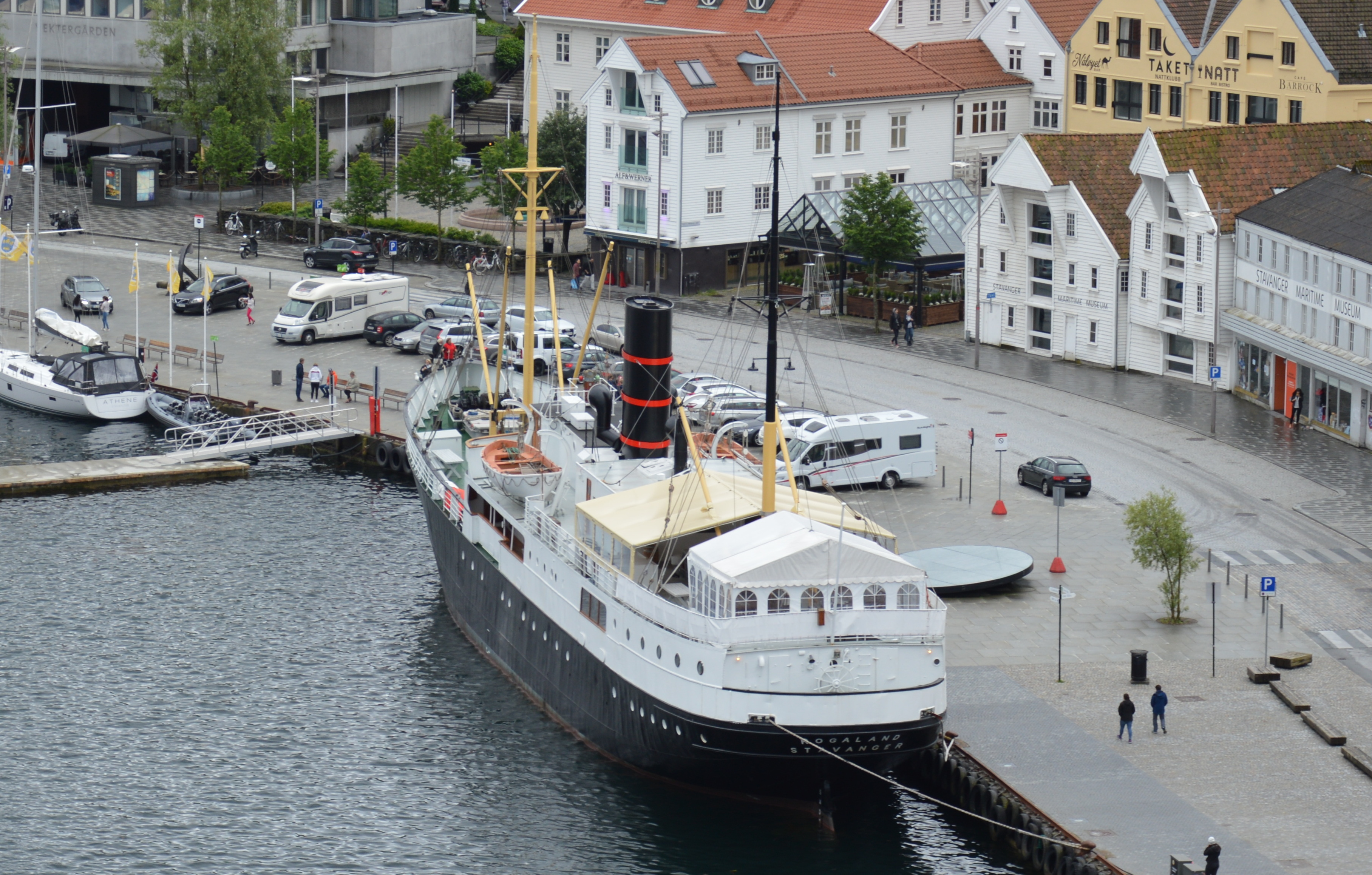
Die Rogaland im Hafen Vågen von Stavanger, 2017

Im April 1989 wurde die Stiftung „Stiftelsen Veteranskipet Rogaland“ Eigentümer des Schiffs, die sich die Erhaltung der Rogaland zur Aufgabe machte und es wieder nach Stavanger überführte und in Gamla Rogaland umbenannte. Am 17. August 2000 wurde dem Schiff der Ehrentitel Museumsboot verliehen. Es wurde im Frühjahr 2014 wieder in Rogaland rückbenannt und als eines von 14 Schiffen in Norwegen unter Denkmalschutz gestellt. Es ist das letzte von etwa 40 vergleichbaren Schiffen, die die Route entlang der norwegischen Küste bedienten. Die Rogaland ist mit ihrer weitgehend originalen Ausstattung ein wichtiger Teil der norwegischen Sozial- und Verkehrsgeschichte und durch ihre Verwicklung in die große Explosion in Bergen 1944 auch der Kriegsgeschichte.
Die Rogaland ist heute für 100 Passagiere zugelassen und unternimmt Ausflugsfahrten.